# Bulvársajtó

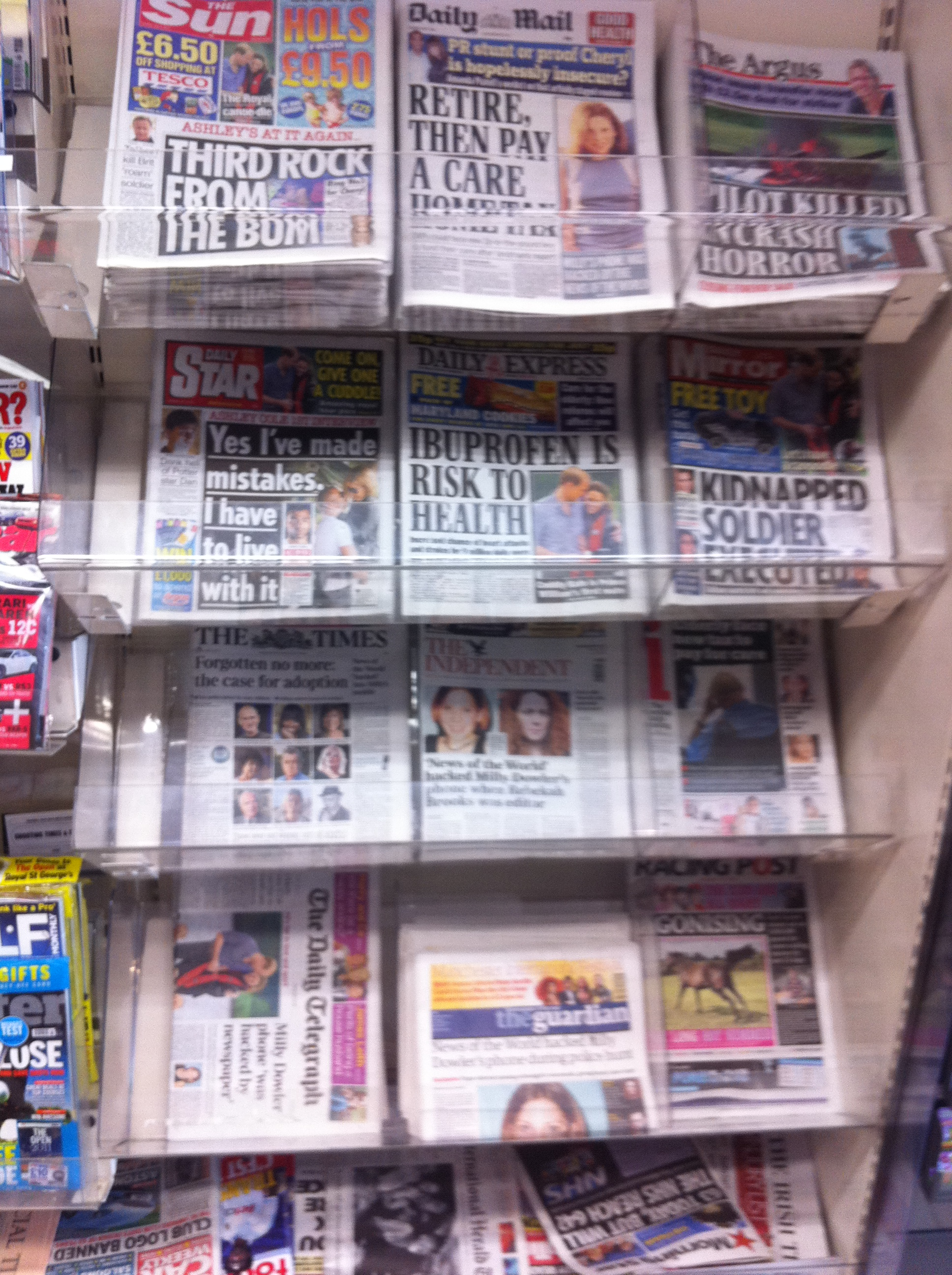
Brit újságok kiállítóállványa, amelyek közül sok bulvárlap

A bulvársajtó (tágabb értelemben: bulvármédia) gyűjtőfogalom, a populáris – és amellett felszínes –, egyszerűsített gondolati tartalmakat közvetítő, esetleg népszerűséghajhász médiatermék jelzője, amely sajátos eszközeivel az azt közvetítő közeg (pl. újság, könyv, tv-, rádióműsor, előadás, elektronikus média) fogyasztását (példányszámát, nézettségét) hivatott növelni.

## Keletkezés és történet
A bulvár, mint fogalom, a mai, média által irányított világ előtt is létezett. Alapja akkor és most is, az emberek pletykák iránti vonzódása.
Már azok az ókori falfirkák is bizonyos mértékig ide sorolhatók, amelyekben ismeretlenek leplezetlenül, sokszor megbízásos alapon ábrázolták híres, közismert emberek magatartására vonatkozó ítéleteiket, meglehetősen szabad szájú, obszcén formában.
A középkori kódexek képábrázolásaiba nem egyszer rejtettek világos utalásokat a kor szeméremsértő történéseire. A reneszánsz, majd a felvilágosodás korában megjelent kiadványok között már a kezdetektől találunk közéleti személyiségeket, államférfiakat pletykaszinten kínosan érintő eseményeket.
A francia budoárok élénk társasági élete, illetve az azt kiszolgáló, arra épülő, és abból élő kispolgári környezet hamar felismerte a közönség szenzációéhségét, amelyet különböző színvonalú társasági lapok megjelentetésével próbált kielégíteni.
A valódi, mai értelemben vett bulvár tartalmú média kialakulása a 19. század utolsó harmadára tehető, amikor néhány kiadó felismerte az utcán „korzózó” polgárok között terjesztett újságok üzleti jövedelmezőségét (pl. 1877. október 1-jén megjelent B.Z am Mittag - B.Z.: Berliner Zeitung -,amelyet kezdetben kizárólag utcai árusoknál értékesítettek). Gyakorlatilag ekkor vált a bulvár önálló termékké, amelynek célja a terjesztő közeg - akkoriban kizárólag az újság - népszerűsítése, saját nyilvánosságának, piacának növelése. A bulvár fogalom elnevezése is innen származik: boulevard = körút, sétálóutca.
Az utcán és kávéházakban olvasható, gyorsan avuló sajtótermékeknél szinte követelmény volt a közérthetőség, a gyors tájékoztatás és a végletes egyszerűsítés. A napi pletykákat azonnal továbbítani kellett; az elsőség a pletykák és értesülések terjesztésében pedig közvetlen, gyors anyagi hasznot hozott.
Az olvasóközönség megszerzésében fontos szerepet játszott a „hírlapi kacsa”, vagyis az álhírek, torz információk terjesztése is. A húszas-harmincas években még léteztek a bulvár világára szakosodott olyan, ún. „revolver” újságírók, akik nem titkoltan abból éltek, hogy bizonyos társaságbeli információkat nem (!) hoztak nyilvánosságra, s amiért az úgynevezett célszemélytől kértek – és nem ritkán kaptak is – anyagi ellenszolgáltatást.
A kereskedelmi rádiók és televíziók világában a bulvárjellegű híradások uralják a média fogyasztói piacának több mint a felét. Az új évezredtől, az internet megjelenésével, majd rohamos elterjedésével párhuzamosan, a nyomtatott sajtó példányszámának folyamatos csökkenése mellett szinte csak a bulvárlapok tudták példányszámukat megtartani, sőt néhány esetben növelni.
Ennek tudatában az amúgy mértékadó, úgynevezett komoly lapok is bizonyos fokú arculatváltásra kényszerültek. Ez egyrészt például a tördelési stílus megváltoztatásában, vagy színes szabadidős mellékletek kiadásában mutatkozik meg, másrészt nagyobb teret szentelnek a könnyed, népszerű, mondhatni „bulváros” híreknek is. Sok bulvárújság szerkesztősége indította el hamar az internetes felületét. A nyomtatott kiadványok mellett új, rövid idő alatt elszaporodó, csak webes felületű bulvárhonlapok sokasága jött létre.

## A bulvármédia eszközei

### Érzelmi befolyásolás
A bulvármédia minden témát kihasznál, amelyet az annak megfelelő érzelmi töltéssel az olvasó elé tárhat. Ez a hajlam a legegyszerűbb híranyagoknál is tetten érhető. A szerencsétlenségeket, emberi tragédiákat, bűncselekményeket, baleseteket, természeti katasztrófákat kísérő, kevéssé jelentős érzelmi hatáskeltő eszközöket szándékosnak tüntetik fel, ezzel együtt olyan, kezdetleges ösztönökre építenek, amelyek többé kevésbé mindannyiunkban megtalálhatók.
- Kíváncsiság (hálószobatitkok, magánszféra)
- Szenzációéhség („A nagy fogyás: Fogyishow életre-halálra – Rohammentő vitte kórházba a játékost”[1])
- Irigység, részrehajlás, nyereségvágy, hiszékenység – (A leggazdagabbak listája, „Kis befektetéssel milliók...” jellegű csábítások).
- Vágy/Szexualitás/Voyeurizmus – címlaplányok (pin-up girl) fotóin keresztül.
- Félelemkeltés – kiemelt főcímekben provokáló kérdések: „Ki lesz a következő áldozat?”
- Tehetetlenség – A bulvár a kisember pártjára áll, megvédi a „hatalmasságoktól” (Ki szab gátat a politikusok mohóságának?; Ki védi meg állampolgári értékeinket?)
- Együttérzés vagy részvét felkeltése a szerencsétlenségek, különleges helyzetek áldozatai iránt, valamint tudósítások sorscsapásról, testi fogyatékosságokról. – ("Utolsó reményét is elvesztette"; "A szőrös hátú gyermek")
- Sajnálat, szánalom – (Tíz napig kóborolt Lessie, amíg hazatalált; Leesett a tizedikről Micike, a kismacska)
- Meghökkentés – (A postás harapta meg a kutyát!)
- Azonosságérzet – A riportalanyt, áldozatot „kereskedelmi fogyasztásra” alkalmassá teszi, közelebb hozza a fogyasztóhoz, ezért nem ritkán becenevükön szólítja őket, ezzel is sugallva az együttérzést, és mintegy beágyazza az olvasót abba a közegbe, ami a pozitív véleményalkotáshoz szükséges.

### Megjelenés
Színek – kirívó vörös-fekete címek, színes hátterek, hatásvadász és figyelemfelkeltő látványelemek, rajzos kiegészítések valamint a címlapon szereplő félmeztelen hölgyek fotói, kétértelmű aláírásokkal (Amy pontosan tudja, mindig kell egy kis áramszünet).
A tv-műsorokban lazán öltözött, vagy éppen kirívó ruházatú riporterek, harsány, könnyed, viccelődő összekötőszövegek, sűrű kérdőjelek a mondatok végén.
Újságokban képregényszerű tördelés, képekbe épülő szövegek, a feliratokat nem ritkán átfedő illusztrációk. A képi megjelenés annyira fontos, hogy értelmetlen és kivehetetlen fotókat is közölnek, például a tettes portréja (közelkép az arcról) homályossá téve, vagy számítógéppel felismerhetetlenül felnagyított, „kukkolós” képek a hírességek privát életéből és egyéb eseményekről.
A bulvár tartalmú híradókban gyors vágások, kiemelt hangsúlyok, sokatmondó de sokat sejtető hallgatások, felcsigázó felvezetések, dinamikus techno-pop, vagy érzelmes aláfestő zene.

## Bulvártémák, kategóriák
A bulvár önmagában termék, amelynek értékesítését médiaszakemberek felügyelik, hatásait pedig tudományosan elemzik.
A bulvármédiumok egyrészt a napi eseményeket és híreket alakítják sajátos eszközeikkel, célcsoportjuk számára fogyaszthatóvá teszik azokat; másrészt a szórakoztatóiparhoz felzárkózva, saját gyártásban médiaeseményt teremtenek, amelynek szereplői a későbbiekben esetleg önálló életet élnek, ezzel is növelve a róluk szóló híradások lehetőségeit.
- Napi hírek, különös tekintettel tragédiákra, balesetekre, egyéni sorscsapásokra, az érzelmek, drámai helyzetek kiemelésével. („A hős alezredes kimentette a családot a lángoló autóból”[1])
- Könnyed politikai hírek, érdekességek, politikusok magánélete, („Mi most a divat a Tisztelt Házban?” [1]) de figyelemfelkeltőnek ígérkező politikai bejelentések, botrányok is.
- Híres személyiségek különös esetei, színfalak mögötti tudósítások.
- „Saját gyártású” (a bulvár által, szélsőséges jellemzőik miatt felkapott és sztárolt) emberek többnyire meghökkentő, ritkábban mindennapjaiba betekintő történetei.
- Bulvársajtóban elhíresült, felkapott „celebek”, botrányhősök visszaemlékezései, riportjai, naplók, kínos témák riportkönyvben, pletykák, kibeszélések.
- Rövid bűnügyi hírek, nyomozások
- A sport háttérvilága, sportolók magánélete, klubok botrányai, extrém sportok.
- A pénz világa, gazdagok rejtett élete. A felső tízezer fényűző világa.
- Állandó rovatok. Például életvezetési tanácsok, lakberendezés, kertgondozás, házi pszichológus, jogász, orvos, szexológus, horoszkóp.
- Figyelemfelkeltő hatású, megkérdőjelezhető tudományos információk, amelyek akkor még igaznak tűnnek („egyes tudósok véleménye szerint” →érvelési hibák, azonosítatlan tekintélyre való hivatkozás), s amelyekkel kapcsolatban azonban a tudományos világ válasza, esetleg a teljes cáfolat többnyire elmarad.
- Szexuális tartalmú, pikáns hírek. ("Forró erotika a Villában...").
- Bizonyos termékek vagy szolgáltatások megvásárlására, igénybevételére ösztönző burkolt vagy kiemelt reklámriportok változó mennyiségben, akár híres emberek közreműködésével.

## Fogyasztói környezet és piac
A bulvár fogyasztói a társadalom minden rétegét képviselik, foglalkozástól, iskolai végzettségtől függetlenül. Nagyobb százalékban figyelhetjük meg a bulvártémák iránti fogékonyságot a kevéssé iskolázott, kevésbé sikeres társadalmi csoportok között. A bulvármédia hatása körükben kettős:
- A végletekig leegyszerűsített szövegek számukra is befogadhatóvá teszik a napi híreket, áttekintő képet kapnak a napi fontosabb eseményekről, még ha az sajátos szűrőn keresztül jut is el hozzájuk.[2] Nem szükséges mélyreható elemzéseken végigrágniuk magukat ahhoz, hogy értelmezni tudják, hiszen az értelmezés is azonnal a rendelkezésükre áll. A tömegmédia ezzel kapcsolatban felveti, hogy „rohanó világunkban” az embereknek nincs idejük a sokoldalú háttéranyagok tanulmányozására, s így a rövid, velős cikkek kielégítik a híréhségüket.[3]

A tények, híranyagok tényszerű, leegyszerűsített közlése még nem teszi „bulvárossá” a híreket, azonban ezekre a hírvázakra a bulvár a befogadó személyt gondolatilag és érzelmileg befolyásoló rétegek egész tárházát építi. Egyrészt, a témaválasztással befolyásolja a befogadó érdeklődését, tematizál, másrészt pedig az érzelmi befolyásolás eszközeivel eleve meghatározza az olvasó hangulati viszonyát a témához.
- Az a tudat, hogy bepillanthatnak a sztárok, „celebek” zárt világába,[4] maga a csillogás, fényűzés, a pletykák világa olyan érzetet kelt, mintha a fogyasztók is részesei lehetnének annak a világnak, amelyből valamilyen rajtuk kívülálló oknál fogva kiszorultak. Ezáltal mintegy bennfentessé válnak egy olyan világban. mely valójában hamis, mesterségesen létrehozott és hatásvadász befolyással bír.

## Politika és bulvár
Bár a politika a bulvársajtóban alárendelt szerepet játszik, jelenléte és hatása nyilvánvaló a bulvármédiában is.
Ha a bulvár témájú cikkek, újságok, műsorok előkelő helyen szerepelnek a tömeget megcélzó médiában, nyilvánvalóan igény merül fel a szerepük kihasználására a politikai befolyás területén is. A különböző politikai pártok igyekeznek irányítani - és akár finoman manipulálni - a közbeszédet, s ez az irányultság a teljes nyomtatott és elektronikus sajtóra érvényes, függetlenül annak komolyságától vagy bulvár-jellegétől.
Ezekben a termékekben vagy fizetett újságírók által készített, „rendelt cikkek” révén szereznek befolyást, vagy nem közvetlenül, hanem rejtett módon, többnyire átláthatatlan tulajdonosi szálakkal kötődnek az adott médiához.
A független újságírás napjainkra csupán mítoszként létezik.
A bulvármédiumok híresen büszkék a függetlenségükre, ám annak ellenére, hogy a politika inkább mellékes, kiegészítő hírek formájában szerepel a napi események között (kivéve a politikai botrányokat), különösen kiélezett politikai helyzetekben (pl. választások előtt, kampányok idején) ez az álca eltűnik a laptulajdonosok politikai ízlésének, hovatartozásának megfelelően. Ennél fogva a függetlenség hirdetése kereskedelmi fogás, hiszen terméküket mindenkihez el szeretnék juttatni, mégpedig világnézettől függetlenül.
A nyugatnémet RAF terroristacsoport merénylete a Springer szerkesztősége ellen (1972) erre a kettősségre kívánta szélsőséges eszközeivel felhívni a figyelmünket.
Természetesen a politika önálló kiadványokban is felhasználja a bulvár, a bulvárosodás eszközeit, illetve a bulvármédiák eredményeit. Választási időszakban nem ritkák a pártkötődést nyíltan tagadó, ám valójában párt közeli civil szervezetek, függetlennek nevezett alapítványok és magánszemélyek által jegyzett kampánykiadványok, amelyek sokszor részigazságok, ellenőrizhetetlen hírek, sőt „hírlapi kacsák”, rágalmak demagóg közlésével kívánják befolyásolni a közvéleményt az ellentétes politikai tábor kárára.

## Kritika
Kritikusok időnként felvetik, hogy a fogyasztói részről kialakult bulvártól való függőség gerjesztése közvetlen kiadói érdek, hiszen az egy-egy konkrét média iránti keresletet növeli. A példányszám és a nézettség növelése árukapcsolást tesz lehetővé akár reklámok elhelyezésével, akár a politikai befolyásolás területén.
A felszínes, érdekesnek beállított álinformációk és féligazságok folyamatos közlése olyan torz világkép kialakítására ad lehetőséget, amely a valóságtól idegen, valójában nem létezik, s csak a bulvár szereplői és a média által mesterségesen megalkotott világot mutatják be.
A mélyebb gondolatok és érzelmek megnyilvánulása helyett, az egyszerűsítő sablonok olyan, érzékelt világot teremtenek, amelyben a fogyasztás növelése magunk számára is fontossá válik, s értékrendünk ennek megfelelően átalakul, hamis lesz. (George Gerbner)
A magánélet eseményeit tematizáló hírek megfosztják a társadalmi nyilvánosságot véleményalkotói és racionális jellegétől, azaz lealacsonyítják; (Habermas)
A társadalmi nyilvánosság, amelynek egyik eszköze a média, megbízhatatlan. Nem érvényesül a vélemények szabad áramlása, hiszen a közeget multinacionális nagyvállalatok és politikai csoportosulások uralják.

## Magyar bulvársajtó
Kolozsvár két világháború közti magyar nyelvű bulvársajtója az Erdélyi Különvélemény (1934–1939) című folyóirat. A két világháború közt Budapesten a Tolnai Világlapja (1901–1944) című hetilap a legsikeresebb bulvárlap.
A rendszerváltás után röviddel a bulvárlapok már szilárd pozíciót vívtak ki maguknak a magyar sajtópiacon. Példányszámuk – lényegében az 1989-es nulláról indulva – az 1990-es évek közepére elérte a 300 ezret, ezzel 1996-ban az országos napilappiac 28,1%-át tették ki. Abból a szempontból azonban ingatag maradt a bulvárlappiac helyzete, hogy időről időre új lapok jelentek meg, régiek tűntek el. Megváltozott az egyes lapok példányszáma és piaci pozíciója. Ebben az időszakban hat olyan országos napilap működött, amely bulvárlap volt a szónak abban az értelmében, hogy főként színes hírekkel foglalkozott, a cikkek rövidek voltak, és a nyelvezetük is különbözött a minőségi lapokétól. Ilyen volt a Mai Nap (1989), a Kurír (1990), az Esti Hírlap (1990) és az először 1994-ben megjelenő Blikk.